# 被消失的影像
《被消失的影像》（法語：L'image manquante）是一部2013年潘礼德执导、柬埔寨与法国合拍的、内容有关红色高棉的纪录片。影片的一半内容由新闻与纪实片段组成，剩下的由泥偶代替人物表演。
本片入选第66届坎城影展的一種注目/Un certain regard单元，获得高度好评；并在同年的马尼拉国际电影节上赢得评审团大奖。
影片代表柬埔寨角逐第86届奥斯卡金像奖最佳外语片，最终获得提名。

## 影片内容
本片讲述了他和家人在金边幸福的童年、红色高棉进城后他们被送往农村强制劳动、家人纷纷死去的经历。影片还讲述了他在柬埔寨农村目睹到的红色高棉的种种暴行。影片的一半内容由留存下来的纪实影像片段组成，剩下的由泥偶代替人物，填充于断断续续的纪实影像之中，并配以第一人称的旁白。
在这部纪录片中，有1976年2月中共中央政治局常委、“四人帮”之一的张春桥访问柬埔寨、会见波尔布特的影像片段。

## 角色
- Randal Douc - 解说员